# Нарко (телесериал)
«Нарко» (исп. Narcos; другой перевод — «Нарки», «Барыги») — американский телесериал, выпущенный студией Netflix 28 августа 2015 года. Создателями сериала выступили Крис Бранкато, Карл Бернард и Даг Миро, а также бразильский режиссёр Жозе Падилья. Первые два сезона сфокусированы на становлении Пабло Эскобара (эту роль исполнил бразильский актёр Вагнер Моура) в качестве главы Медельинского кокаинового картеля, а также его противостояния с агентами УБН. Первый сезон включает в себя 10 эпизодов. 3 сентября 2015 года было объявлено о продлении сериала на второй сезон, показ которого состоялся 2 сентября 2016 года. 6 сентября 2016 года было объявлено о продлении сериала на третий и четвёртый сезоны, которые будут посвящены борьбе УБН против наркокартеля Кали.
18 июля 2018 года авторы объявили, что четвёртый сезон станет отдельным спин-офф сериалом под названием «Нарко: Мексика». Сериал стал доступен на Netflix 16 ноября 2018 года. События в сериале происходят в 1980-х и 1990-х годах.
Термин «нарко» (narco) имеет противоположные значения. В испаноговорящих странах центральной и южной Америки «нарко» — сокращение от «наркоторговец», в то время как в США нарко называют офицеров Управления по борьбе с наркотиками (УБН), каковыми и являются одни из главных героев сериала, агент Мерфи и его напарник, агент Пенья.

## В ролях
= Главная роль в сезоне
     = Второстепенная роль в сезоне
     = Гостевая роль в сезоне
     = Не появляется

### В главных ролях
| Вагнер Моура      | Пабло Эскобар                  | 10 | 10 |    | 20 |
| Бойд Холбрук      | Стив Мёрфи                     | 10 | 10 |    | 20 |
| Педро Паскаль     | Хавьер Пенья                   | 10 | 10 | 10 | 30 |
| Джоанна Кристи    | Конни Мёрфи                    | 10 | 4  |    | 14 |
| Морис Компт       | Орасио Каррильо                | 9  | 3  |    | 12 |
| Андре Маттос      | Хорхе Очоа                     | 7  |    |    | 7  |
| Роберто Урбина    | Фабио Очоа                     | 7  |    |    | 7  |
| Диего Катаньо     | Хуан Диего «Ла Кика» Диас      | 7  | 8  |    | 15 |
| Хорхе А. Хименес  | Роберто «Отрава» Рамос         | 8  | 1  |    | 9  |
| Паулина Гайтан    | Тата Эскобар                   | 9  | 10 |    | 19 |
| Паулина Гарсия    | Эрмильда Гавириа               | 7  | 8  |    | 15 |
| Стефани Сигман    | Валерия Велес                  | 9  | 2  |    | 11 |
| Бруно Бичир       | Фернандо Дуке                  | 5  | 5  |    | 10 |
| Рауль Мендес      | Сесар Гавириа                  | 7  | 10 |    | 17 |
| Маноло Кардана    | Эдуардо Сандоваль              | 6  | 4  |    | 10 |
| Альберто Амманн   | Элмер «Пачо» Эррера            | 4  | 7  | 9  | 20 |
| Кристина Уманья   | Джуди Монкада                  | 1  | 7  |    | 8  |
| Дамиан Алькасар   | Хильберто Родригес Орехуэла    |    | 7  | 10 | 17 |
| Эрик Лэнг         | Билл Стекнер                   |    | 5  | 4  | 9  |
| Хуан Пабло Шук    | Уго Мартинес                   |    | 6  | 3  | 9  |
| Франсиско Денис   | Мигель Родригес Орехуэла       |    | 7  | 10 | 17 |
| Пепе Рапасоте     | Хосе «Чепе» Сантакрус-Лондоньо |    |    | 9  | 9  |
| Матиас Варела     | Хорхе Сальседо                 |    |    | 10 | 10 |
| Хавьер Камара     | Гильермо Пальомари             |    |    | 6  | 6  |
| Андреа Лондо      | Мария Салазар                  |    |    | 10 | 10 |
| Керри Бише        | Кристина Хурадо                |    |    | 5  | 5  |
| Майкл Шталь-Дэвид | Крис Фейстл                    |    |    | 9  | 9  |
| Мэтт Уилан        | Дэниел Ван Несс                |    |    | 9  | 9  |
| Хосе Мария Яспик  | Амадо Каррильо Фуэнтес         |    |    | 4  | 4  |
| Всего эпизодов    | Всего эпизодов                 | 10 | 10 | 10 | 30 |

- Вагнер Моура — Пабло Эскобар, колумбийский наркобарон и лидер Медельинского наркокартеля (1-2 сезоны)[8]
- Бойд Холбрук — Стив Мёрфи, агент УБН, которому поручено разгромить Эскобара. (1-2 сезоны)[15]
- Педро Паскаль — Хавьер Пенья, агент УБН, которому поручено разгромить Эскобара и, в 3 сезоне, наркокартель Кали. (1-3 сезоны)[16]
- Джоанна Кристи — Конни Мёрфи[17], жена Стива, медсестра, работающая в местной больнице (1-2 сезоны)
- Морис Компт — Орасио Каррильо, шеф полиции Колумбии (1 сезон; повторяющийся актёр — 2 сезон)[18]
- Андре Маттос — Хорхе Очоа, член-основатель и бывший лидер Медельинского картеля (1 сезон)
- Роберто Урбина — Фабио Очоа, высокопоставленный член Медельинского картеля (1 сезон)
- Диего Катаньо — Хуан Диего «Ла Кика» Диас, убийца, нанятый Медельином, прообразом персонажа был Дандени Муньос Москера (1-2 сезоны)
- Хорхе А. Хименес — Роберто «Отрава» Рамос (англ. Poison), убийца, нанятый Медельином (1 сезон; приглашённая звезда — 2 сезон)
- Паулина Гайтан — Тата Эскобар, жена Эскобара, прообразом персонажа была Мария Виктория Энао (1-2 сезоны)
- Паулина Гарсия — Эрмильда Гавириа, мать Эскобара, бывшая колумбийская школьная учительница (1-2 сезоны)
- Стефани Сигман — Валерия Велес, колумбийская журналистка, которая также является любовницей Эскобара, прообразом персонажа была Вирхиния Вальехо[19][20] (1 сезон; повторяющаяся актриса — 2 сезон)
- Бруно Бичир — Фернандо Дуке, колумбийский адвокат, который представляет Пабло Эскобара, который также действует в качестве связного с правительством Колумбии (1-2 сезоны)
- Рауль Мендес — Сесар Гавириа, колумбийский экономист и 28-й президент Колумбии (1-2 сезоны)
- Маноло Кардана — Эдуардо Сандоваль, вице-министр юстиции в Администрации президента Гавирии[21] (1-2 сезоны)
- Кристина Уманья — Джуди Монкада, бывший лидер Медельинского картеля (2 сезон; повторяющаяся актриса — 1 сезон)
- Альберто Амманн — Элмер «Пачо» Эррера, колумбийский наркобарон и высокопоставленный член картеля Кали (2-3 сезоны; повторяющийся актёр — 1 сезон)
- Дамиан Алькасар — Хильберто Родригес Орехуэла, лидер картеля Кали и один из главных соперников Пабло Эскобара (2- сезоны)
- Эрик Лэнг — Билл Стекнер, начальник станции ЦРУ в Колумбии (2- сезоны)
- Хуан Пабло Шук — полковник Уго Мартинес, преемник Каррильо (2 сезон; повторяющийся актёр — 3 сезон)
- Франсиско Денис — Мигель Родригес Орехуэла, высокопоставленный член картеля Кали и младший брат Хильберто (3 сезон; приглашённая звезда — 2 сезон)
- Пепе Рапасоте — Хосе «Чепе» Сантакрус-Лондоньо, высокопоставленный член картеля Кали, который контролирует операции группы в Нью-Йорке (3 сезон)
- Матиас Варела — Хорхе Сальседо, глава охраны картеля Кали (3- сезоны)
- Хавьер Камара — Гильермо Пальомари, главный бухгалтер картеля Кали (3- сезоны)
- Андреа Лондо — Мария Салазар, колумбийский наркобарон, связанная с картелем Северной долины (3- сезоны)
- Керри Бише — Кристина Хурадо, жена банкира, связанного с картелем Кали (3- сезоны)
- Майкл Шталь-Дэвид — Крис Фейстл, агент УБН, работающий под руководством Пенья (3- сезоны)
- Мэтт Уилан — Дэниел Ван Несс, агент УБН и партнёр Фейстла (3- сезоны)
- Хосе Мария Яспик — Амадо Каррильо Фуэнтес (3- сезоны)

### Повторяющиеся персонажи
- Хуан Пабло Раба — Густаво Гавириа, кузен Эскобара (1 сезон; приглашённая звезда — 2 сезон)
- Хулиан Диас — Эль Негро (Нельсон Эрнандес), член Медельинского картеля (1-2 сезоны)
- Хуан Себастьян Калеро — Навеганте, жестокий сообщник картеля Кали, который работает в качестве основного приспешника (1-3 сезоны)
- Джон-Майкл Экер — Эль Леон (Лев), друг детства Эскобара, который становится его первым контрабандистом в Майами и в конечном счёте руководит операциями Эскобара в Майами (1-2 сезоны; приглашённая звезда — 3 сезон)
- Ричард Т. Джонс — офицер ЦРУ в группе Мёрфи (1 сезон; приглашённая звезда — 2 сезон)
- Патрик Сент-Эспирит — полковник Лу Висессион, морской офицер, борющийся с коммунизмом (1 сезон; приглашённая звезда — 2 сезон)
- Луис Гусман — Гонсало, Родригес Гача, член-основатель и бывший лидер Медельинского картеля (1 сезон)
- Хуан Ридингер — Карлос Ледер, связной Льва в США (1 сезон)
- Ана де ла Регера — Элиза Альварес, соруководитель партизанской фракции Движение 19 апреля (M-19) (1 сезон)
- Даниэль Кеннеди — посол Нунан, посол США в Колумбии при Рональде Рейгане (1 сезон)
- Таддеус Филлипс — Оуэн, агент ЦРУ (1 сезон)
- Ариель Сьерра — Верня́к (англ. Sure Shot), один из сикарио Эскобара (1 сезон)
- Каролина Гайтан — Марта Очоа, сестра братьев Очоа, похищенная M-19 (1 сезон)
- Лаура Перико — Марина Очоа, сестра братьев Очоа, у которой отношения с кузеном Эскобара, Густаво (1 сезон)
- Вера Маркадо — Ана Гавириа, жена Сесара Гавирии и первая леди Колумбии (1 сезон)
- Лейнар Гомес — Лимон, сутенёр и водитель такси из Медельина, который становится одним из сикарио Эскобара (2 сезон)
- Мартина Гарсия — Марица, старая подруга Лимона (2 сезон)
- Бретт Каллен — посол Артур Кросби, бывший морской офицер, посланный в качестве посла США в Колумбии Джорджем Г. У. Бушем в 1992 году, заменив Нунана (2- сезоны)
- Герман Харамильо — Густаво де Грейфф, генеральный прокурор Колумбии и яростный критик политики президента Гавирии в области наркотиков (2 сезон)
- Альфредо Кастро — Абель Эскобар, отец Пабло (2 сезон)
- Гастон Веландия — генерал Хосе Серрано (3- сезоны)
- Рэймонд Эблак — Стоддард (3- сезоны)
- Эдвард Джеймс Олмос — Чучо Пенья, отец Хавьера (3- сезоны)
- Ши Уигхэм — агент Даффи (3- сезоны)
- Габриэль Иглесиас — кудрявый сикарио (3 сезон)
- Карлос Камачо — Клаудио Салазар (3 сезон)
- Тальяна Варгас — Паола Сальседо (3- сезоны)
- Бри Блэр — Лоррейн (3- сезоны)
- Андрес Креспо — Карлос Кордова (3 сезон)
- Артуро Кастро — Дэвид Родригес, сын Мигеля (3 сезон)
- Мигель Анхель Сильвестре — Франклин Хурадо (3 сезон)

### Специально приглашённые актёры
- Луис Гнекко — Кукарача или «Таракан» (Матео Морено), чилийский химик, который впервые представил Эскобару торговлю наркотиками
- Э. Дж. Бакли — Кевин Брейди
- Адриа Архона — Элена
- Рафаэль Себриан — Алехандро Айала
- Дилан Бруно — Барри Сил, американский контрабандист, работающий на Медельинский наркокартель
- Адан Канто — министр Родриго Лара Бонилья, колумбийский адвокат и политик
- Габриела де ла Гарса — Диана Турбай, колумбийская журналистка, которая была похищена Медельинским картелем
- Адриан Хименес — полковник Эррера, агент DAS
- Альдемар Корреа — Иван Торрес, колумбийский партизанский боец и коммунист, прообразом персонажа был Иван Марино Оспина
- Хулиан Бертран — Альберто Суарес
- Хуан Пабло Эспиноса — Луис Галан, колумбийский журналист и политик
- Маурисио Кухар — Диего «Дон Берна» Мурильо Бехарано
- Маурисио Мехия — Карлос Кастаньо Хиль
- Густаво Ангарито-мл. — Фидель Кастаньо
- Тристан Ульоа — президент Колумбии Эрнесто Сампер

## Эпизоды
| Сезон | Серии | Серии | Даты показа     | Даты показа     |
| ----- | ----- | ----- | --------------- | --------------- |
| 1     | 10    | 10    | 28 августа 2015 | 28 августа 2015 |
| 2     | 10    | 10    | 2 сентября 2016 | 2 сентября 2016 |
| 3     | 10    | 10    | 1 сентября 2017 | 1 сентября 2017 |

## Производство
Сериал был анонсирован в апреле 2014 года в рамках совместного проекта между Netflix и Gaumont International Television. Сценарий был написан Крисом Бранкато и срежиссирован бразильцем Жозе Падильей («Элитный отряд», «Робокоп»). Сюжет основан на истории становления колумбийских наркокартелей и борьбе УБН с этими криминальными синдикатами. Основная сюжетная линия сосредоточена вокруг противостояния колумбийского наркобарона Пабло Эскобара (Вагнер Моура) и агента УБН — Стивена Мёрфи (Бойд Холбрук), который прилетает в Колумбию из США под прикрытием, с целью ликвидировать Эскобара. Съёмки сериала проходили на территории Колумбии.

## Оценки критиков
Сериал был тепло встречен критиками. На сайте IMDB его рейтинг составляет 8.9/10 на основе более 100 000 оценок. На профильном портале Rotten Tomatoes рейтинг сериала составляет 78 %, на основе 45 обзоров, со средней оценкой 6,6/10. Один рецензент раскритиковал «ужасно ошибочное решение» вести повествование от лица «лощёного гринго — молоденького, перспективного агента УБН»; другой надеется, что в итоге зрители заинтересуются реальной историей Эскобара, которая «превосходит вымысел». Окончательный вердикт (на сайте) гласит: «Сериалу не хватает персонажей, которым хотелось бы сопереживать, но он удерживает зрителя у экрана крепким экшеном и историей, которая развивается достаточно динамично, благодаря этому типичные „жанровые“ клише не так бросаются в глаза». На Metacritic сериал набрал 77 баллов из 100, на основе 19 рецензий.